# Phnom Srok
Phnom Srok är ett distrikt i Kambodja.   Det ligger i provinsen Banteay Meanchey, i den nordvästra delen av landet, 300 km nordväst om huvudstaden Phnom Penh. Antalet invånare är 46 395.